# Campionato mondiale di motocross 2014
Il campionato mondiale di motocross 2014 è la cinquantottesima edizione del campionato mondiale di motocross.

## Sistema di punteggio e legenda
| Pos.  | 1  | 2  | 3  | 4  | 5  | 6  | 7  | 8  | 9  | 10 | 11 | 12 | 13 | 14 | 15 | 16 | 17 | 18 | 19 | 20 | 21 > |
| ----- | -- | -- | -- | -- | -- | -- | -- | -- | -- | -- | -- | -- | -- | -- | -- | -- | -- | -- | -- | -- | ---- |
| Punti | 25 | 22 | 20 | 18 | 16 | 15 | 14 | 13 | 12 | 11 | 10 | 9  | 8  | 7  | 6  | 5  | 4  | 3  | 2  | 1  | 0    |

## MXGP

### Iscritti
fonte: sito ufficiale FIM
| Nº  | Pilota               | Squadra                                  | Motocicletta |
| --- | -------------------- | ---------------------------------------- | ------------ |
| 3   | Tanel Leok           | TM Ricci Racing                          | TM           |
| 9   | Ken de Dycker        | Red Bull KTM Factory Racing MXGP         | KTM          |
| 12  | Maximilian Nagl      | Team HRC                                 | Honda        |
| 19  | David Philippaerts   | DP19 Racing                              | Yamaha       |
| 21  | Gautier Paulin       | Monster Energy Kawasaki Racing           | Kawasaki     |
| 22  | Kevin Strijbos       | Rockstar Energy Suzuki World MXGP        | Suzuki       |
| 24  | Shaun Simpson        | HMPlant KTM UK                           | KTM          |
| 25  | Clement Desalle      | Rockstar Energy Suzuki World MXGP        | Suzuki       |
| 28  | Tyla Rattray         | Red Bull IceOne Husqvarna Factory racing | Husqvarna    |
| 34  | Joel Roelants        | J-Race Racing                            | Honda        |
| 39  | Davide Guarneri      | TM Ricci Racing                          | TM           |
| 43  | Wattana Kanlaya      |                                          | Suzuki       |
| 45  | Jake Nicholls        | Wilvo Forkrent KTM                       | KTM          |
| 46  | Arnon Theplib        |                                          | Honda        |
| 47  | Todd Waters          | Red Bull IceOne Husqvarna Factory racing | Husqvarna    |
| 48  | Jugkrit Suksripaisan |                                          | Honda        |
| 51  | Jens Getteman        | 24MX Honda Racing                        | Honda        |
| 61  | Herjan Brakke        | Gebben Kawasaki                          | Kawasaki     |
| 62  | Klemen Gercar        | Honda Jtech                              | Honda        |
| 69  | Amirezza Sabetifar   |                                          | Yamaha       |
| 73  | Chaiyan Romphan      |                                          | Yamaha       |
| 89  | Jeremy van Horebeek  | Yamaha Factory Racing                    | Yamaha       |
| 91  | Matiss Karro         | Wilvo Forkrent KTM                       | KTM          |
| 95  | Augusts Justs        | Latvia - Husqvarna Racing                | Husqvarna    |
| 100 | Tommy Searle         | Team CLS Kawasaki Monster Energy MXGP    | Kawasaki     |
| 121 | Xavier Boog          | 24MX Honda Racing                        | Honda        |
| 183 | Steven Frossard      | Monster Energy Kawasaki Racing           | Kawasaki     |
| 222 | Antonio Cairoli      | Red Bull KTM Factory Racing MXGP         | KTM          |
| 281 | Pascal Rauchenecker  | Red Bull IceOne Husqvarna Factory racing | Husqvarna    |
| 411 | Ross Ian Runnals     |                                          | Kawasaki     |
| 777 | Evgeny Bobryshev     | Team HRC                                 | Honda        |
| 999 | Rui Gonçalves        | Bike It Yamaha Cosworth                  | Yamaha       |

| Legenda            |
| ------------------ |
| Pilota wildcard    |
| Pilota sostitutivo |

### Calendario
fonte: sito ufficiale FIM
| Data         | Gran Premio | Località           | Vincitore Gara 1 | Vincitore Gara 2    | Vincitore GP        |
| ------------ | ----------- | ------------------ | ---------------- | ------------------- | ------------------- |
| 1º marzo     | Qatar       | Circuito di Losail | Maximilian Nagl  | Gautier Paulin      | Gautier Paulin      |
| 9 marzo      | Thailandia  | Si Racha           | Antonio Cairoli  | Antonio Cairoli     | Antonio Cairoli     |
| 30 marzo     | Brasile     | Beto Carrero       | Antonio Cairoli  | Antonio Cairoli     | Antonio Cairoli     |
| 13 aprile    | Italia      | Arco di Trento     | Gautier Paulin   | Clément Desalle     | Clément Desalle     |
| 20 aprile    | Bulgaria    | Sevlievo           | Gautier Paulin   | Antonio Cairoli     | Antonio Cairoli     |
| 4 maggio     | Paesi Bassi | Valkenswaard       | Gautier Paulin   | Antonio Cairoli     | Antonio Cairoli     |
| 11 maggio    | Spagna      | Talavera           | Clément Desalle  | Clément Desalle     | Clément Desalle     |
| 25 maggio    | Regno Unito | Matterley Basin    | Antonio Cairoli  | Clément Desalle     | Antonio Cairoli     |
| 1º giugno    | Francia     | St Jean d'Angely   | Clément Desalle  | Clément Desalle     | Clément Desalle     |
| 15 giugno    | Italia      | Maggiora           | Antonio Cairoli  | Antonio Cairoli     | Antonio Cairoli     |
| 22 giugno    | Germania    | Teutschenthal      | Maximilian Nagl  | Clément Desalle     | Clément Desalle     |
| 6 luglio     | Svezia      | Uddevalla          | Antonio Cairoli  | Antonio Cairoli     | Antonio Cairoli     |
| 13 luglio    | Finlandia   | Hyvinkää           | Antonio Cairoli  | Antonio Cairoli     | Antonio Cairoli     |
| 27 luglio    | Rep. Ceca   | Loket              | Kevin Strijbos   | Jeremy van Horebeek | Jeremy van Horebeek |
| 3 agosto     | Belgio      | Lommel             | Antonio Cairoli  | Antonio Cairoli     | Antonio Cairoli     |
| 17 agosto    | Ucraina     | Donec'k            | cancellato       | cancellato          | cancellato          |
| 7 settembre  | Brasile     | Goiânia            | Maximilian Nagl  | Maximilian Nagl     | Maximilian Nagl     |
| 14 settembre | Messico     | León               | Maximilian Nagl  | Gautier Paulin      | Gautier Paulin      |

### Classifiche finali

#### Piloti
| Pos. | Pilota              | Moto     | Punti |
| ---- | ------------------- | -------- | ----- |
| 1    | Antonio Cairoli     | KTM      | 747   |
| 2    | Jeremy Van Horebeek | Yamaha   | 628   |
| 3    | Kevin Strijbos      | Suzuki   | 572   |
| 4    | Clément Desalle     | Suzuki   | 484   |
| 5    | Steven Frossard     | Kawasaki | 419   |
| 6    | Maximilian Nagl     | Honda    | 400   |
| 7    | Shaun Simpson       | Honda    | 397   |
| 8    | Gautier Paulin      | Kawasaki | 358   |
| 9    | Davide Guarneri     | TM       | 297   |
| 10   | David Philippaerts  | Yamaha   | 275   |

#### Costruttori
| Pos. | Costruttore | Punti |
| ---- | ----------- | ----- |
| 1    | KTM         | 747   |
| 2    | Suzuki      | 690   |
| 3    | Yamaha      | 650   |
| 4    | Kawasaki    | 637   |
| 5    | Honda       | 550   |
| 6    | TM          | 338   |
| 7    | Husqvarna   | 326   |

## MX2

### Iscritti
fonte: sito ufficiale FIM
| Nº  | Pilota              | Squadra                                | Motocicletta |
| --- | ------------------- | -------------------------------------- | ------------ |
| 8   | Alessandro Lupino   | Team CLS Kawasaki Monster Energy MX2   | Kawasaki     |
| 17  | Jose Butron         | KTM Silver Action                      | KTM          |
| 23  | Christophe Charlier | Yamaha Factory Racing                  | Yamaha       |
| 26  | Luke Styke          | Kemea Yamaha Racing                    | Yamaha       |
| 30  | Eddie Hjortmarker   | CEC I.S. Racing                        | KTM          |
| 33  | Julien Lieber       | Rockstar Energy Suzuki Europe          | Suzuki       |
| 50  | Thanarat Penjan     |                                        | Kawasaki     |
| 59  | Aleksandr Tonkov    | Wilvo Nestaan Husqvarna Factory Racing | Husqvarna    |
| 64  | Thomas Covington    | Monster Energy Kawasaki Racing         | Kawasaki     |
| 67  | Magne Klingsheim    | Bike It Yamaha Cosworth                | Yamaha       |
| 71  | Christopher Valente | TM Ricci Racing                        | TM           |
| 84  | Jeffrey Herlings    | Red Bull KTM Factory Racing MXGP MX2   | KTM          |
| 91  | Jeremy Seewer       | Rockstar Energy Suzuki Europe          | Suzuki       |
| 92  | Valentin Guillod    | Standing Construct KTM                 | KTM          |
| 99  | Max Anstie          | Bike It Yamaha Cosworth                | Yamaha       |
| 114 | Livia Lancelot      |                                        | Kawasaki     |
| 119 | Mel Pocock          | HMPlant KTM UK                         | KTM          |
| 122 | Dylan Ferrandis     | Team CLS Kawasaki Monster Energy MX2   | Kawasaki     |
| 128 | Ivo Monticelli      | Marchetti Racing Team KTM              | KTM          |
| 141 | Maxime Desprey      | Honda Jtech                            | Honda        |
| 151 | Harri Kullas        | Sahkar Racing                          | KTM          |
| 152 | Petar Petrov        | Kemea Yamaha Racing                    | Yamaha       |
| 155 | Gota Otsuka         |                                        | Honda        |
| 195 | Roberts Justs       | Latvia-Husqvarna Racing                | Husqvarna    |
| 200 | Arnaud Tonus        | Team CLS Kawasaki Monster Energy MX2   | Kawasaki     |
| 243 | Tim Gajser          | Honda Gariboldi                        | Honda        |
| 259 | Glenn Coldenhoff    | Rockstar Energy Suzuki Europe          | Suzuki       |
| 274 | Anton Lundgren      | Bike It Yamaha Cosworth                | Yamaha       |
| 300 | Viacheslav Golovkin | KTM Silver Action                      | KTM          |
| 400 | Kei Yamamoto        | Honda Gariboldi                        | Honda        |
| 461 | Romain Febvre       | Wilvo Nestaan Husqvarna Factory Racing | Husqvarna    |
| 495 | Mathias Plessers    | Latvia-Husqvarna Racing                | Husqvarna    |
| 741 | Pauls Jonass        | Marchetti Racing Team KTM              | KTM          |
| 911 | Jordi Tixier        | Red Bull KTM Factory Racing MXGP MX2   | KTM          |
| 922 | Kevin Fors          | KTM Silver Action                      | KTM          |

| Legenda            |
| ------------------ |
| Pilota wildcard    |
| Pilota sostitutivo |

### Calendario
| Data         | Gran Premio | Località         | Vincitore gara 1 | Vincitore gara 2    | Vincitore GP     |
| ------------ | ----------- | ---------------- | ---------------- | ------------------- | ---------------- |
| 1º marzo     | Qatar       | Losail           | Dylan Ferrandis  | Jeffrey Herlings    | Jeffrey Herlings |
| 9 marzo      | Thailandia  | Si Racha         | Jeffrey Herlings | Jeffrey Herlings    | Jeffrey Herlings |
| 30 marzo     | Brasile     | Beto Carrero     | Arnaud Tonus     | Glenn Coldenhoff    | Arnaud Tonus     |
| 13 aprile    | Italia      | Arco di Trento   | Jeffrey Herlings | Glenn Coldenhoff    | Jeffrey Herlings |
| 20 aprile    | Bulgaria    | Sevlievo         | Jeffrey Herlings | Jeffrey Herlings    | Jeffrey Herlings |
| 4 maggio     | Paesi Bassi | Valkenswaard     | Jeffrey Herlings | Jeffrey Herlings    | Jeffrey Herlings |
| 11 maggio    | Spagna      | Talavera         | Jeffrey Herlings | Jeffrey Herlings    | Jeffrey Herlings |
| 25 maggio    | Regno Unito | Matterley Basin  | Jeffrey Herlings | Jeffrey Herlings    | Jeffrey Herlings |
| 1º giugno    | Francia     | St Jean d'Angely | Jeffrey Herlings | Jeffrey Herlings    | Jeffrey Herlings |
| 15 giugno    | Italia      | Maggiora         | Jeffrey Herlings | Jeffrey Herlings    | Jeffrey Herlings |
| 22 giugno    | Germania    | Teutschenthal    | Jeffrey Herlings | Jeffrey Herlings    | Jeffrey Herlings |
| 6 luglio     | Svezia      | Uddevalla        | Jeffrey Herlings | Jeffrey Herlings    | Jeffrey Herlings |
| 13 luglio    | Finlandia   | Hyvinkää         | Jeffrey Herlings | Jeffrey Herlings    | Jeffrey Herlings |
| 27 luglio    | Rep. Ceca   | Loket            | Jordi Tixier     | Christophe Charlier | Jordi Tixier     |
| 3 agosto     | Belgio      | Lommel           | Max Anstie       | Jordi Tixier        | Max Anstie       |
| 17 agosto    | Ucraina     | Donec'k          | cancellato       | cancellato          | cancellato       |
| 7 settembre  | Brasile     | Goiânia          | Romain Febvre    | Tim Gajser          | Romain Febvre    |
| 14 settembre | Messico     | León             | Jordi Tixier     | Tim Gajser          | Jordi Tixier     |

### Classifiche finali

#### Piloti
| Pos. | Pilota           | Moto      | Punti |
| ---- | ---------------- | --------- | ----- |
| 1    | Jordi Tixier     | KTM       | 616   |
| 2    | Jeffrey Herlings | KTM       | 612   |
| 3    | Romain Febvre    | Husqvarna | 570   |
| 4    | Dylan Ferrandis  | Kawasaki  | 533   |
| 5    | Tim Gajser       | Honda     | 528   |
| 6    | Arnaud Tonus     | Kawasaki  | 455   |
| 7    | Valentin Guillod | KTM       | 449   |
| 8    | Alexandr Tonkov  | Husqvarna | 397   |
| 9    | José Butrón      | KTM       | 359   |
| 10   | Jeremy Seewer    | Suzuki    | 352   |

#### Costruttori
| Pos. | Costruttore | Punti |
| ---- | ----------- | ----- |
| 1    | KTM         | 797   |
| 2    | Kawasaki    | 651   |
| 3    | Husqvarna   | 586   |
| 4    | Honda       | 538   |
| 5    | Suzuki      | 488   |
| 6    | Yamaha      | 484   |
| 7    | TM          | 6     |